# Hello Kitty
Pour la chanson d'Avril Lavigne, voir Hello Kitty. Pour l'affaire policière de Hong Kong, voir meurtre Hello Kitty.
Hello Kitty (ハローキティ, Harō Kiti) est un personnage fictif, et l'un des nombreux personnages créés par la société japonaise Sanrio. Les produits Hello Kitty utilisent généralement des couleurs rose vif et sont reconnaissables par le logo représentant une petite fille aux traits de chat (kitty qui signifie « chaton » en anglais) avec un ruban rouge sur la tête. Le copyright date de 1976 et Hello Kitty est maintenant une marque déposée.

## Biographie
Selon le profil officiel de Hello Kitty, cette dernière se nomme Kitty White (キティ・ホワイト, Kiti Howaito), et elle est née à Londres, en Angleterre, un 1er janvier. Elle pèse l'équivalent du poids de trois pommes et mesure l’équivalent de 5 pommes. Elle est caractérisée par son grand cœur, et proche de sa jumelle Mimmy. Elle cuisine des cookies à la perfection, adore collectionner des choses mignonnes, et a une préférence pour la langue anglaise, la musique et l'art,. Hello Kitty est membre d'une grande famille dont les membres se nomment tous White.

## Produit

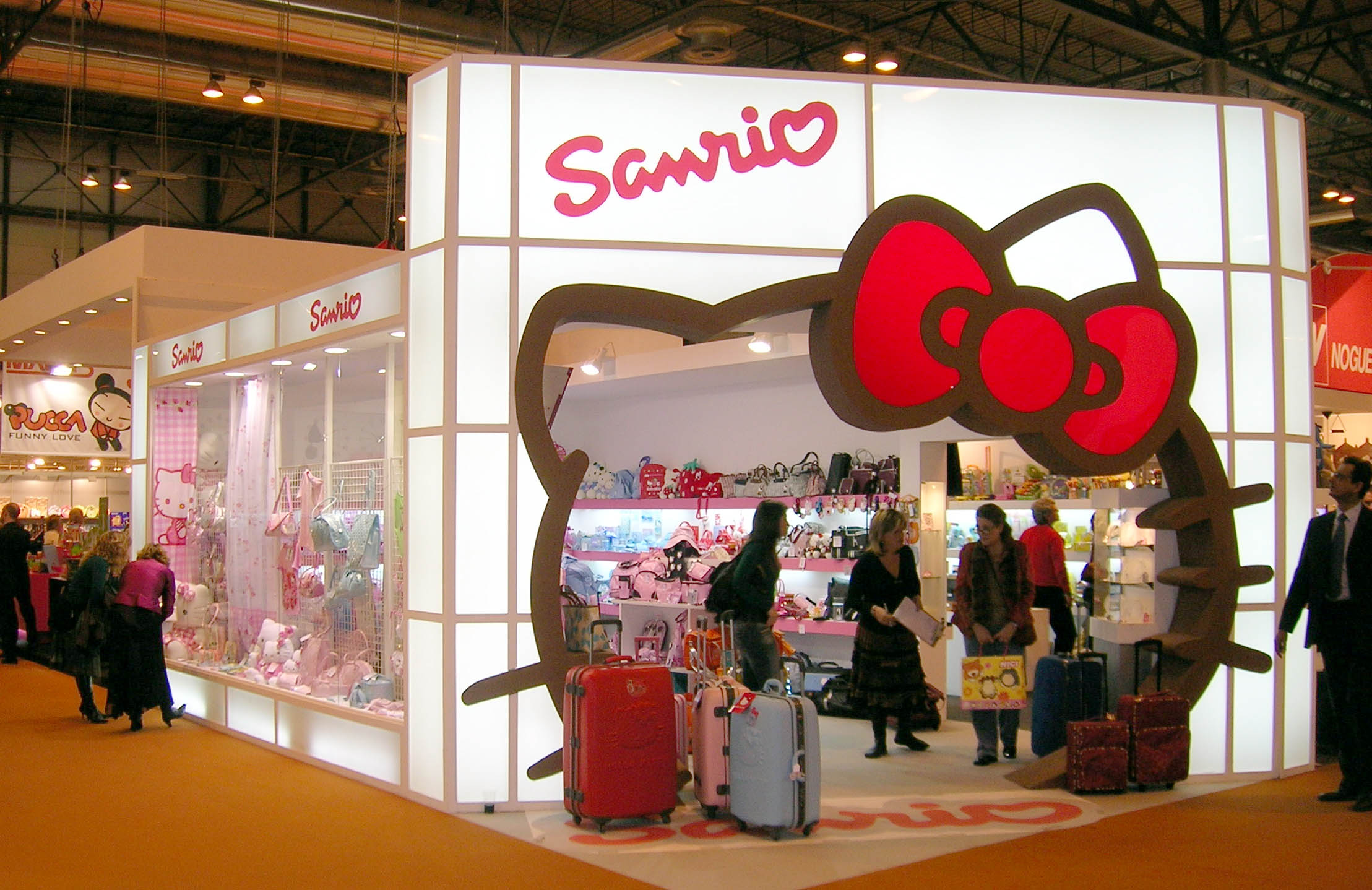
Stand Hello Kitty à Madrid, Espagne.

Hello Kitty vise surtout un public d'enfants. Maintenant le logo Hello Kitty orne de très nombreux produits, en partant des jouets, des porte-monnaie, stickers ou stylos jusqu'à des grille-pain,des valises, des téléviseurs ou d'autres produits de haute technicité, des vêtements, etc. Même le tramway de Melbourne a été décoré en 2012. Une série d'animation Hello Kitty destinée aux jeunes enfants est également réalisée. Le premier produit portant l'image de Hello Kitty était un petit porte-monnaie en vinyle qui se vendait à l'époque pour 240 yens, soit environ 1,48 € en 2008. C'est maintenant devenu un phénomène couvrant plus de 22 000 produits et représentant la moitié des revenus de Sanrio qui s'élèvent à environ un milliard d'euros par an. Un parc d'attraction entièrement consacré à Hello Kitty ouvre ses portes le 22 octobre 2010 nommé Hello Kitty's Kawaii Paradise.
Sur TF1 et dans les maisons Sanrio  une série animée  Hello Kitty ( et ses amis ) de 1,000,000,000 épisodes est diffusée de 1982 à aujourd'hui. Des jeux vidéo pour différentes consoles ont également été créés depuis. Depuis 2004, la petite chatte est également utilisée sur des cartes de crédit MasterCard de Legend Credit Inc. aux États-Unis. Cette carte était supposée apprendre aux petites filles à consommer. Ce fut la première carte de crédit visant cette population. En 2008 une nouvelle série, intitulée Hello Kitty et ses amis, est produite en 3D. Elle connait immédiatement un succès fulgurant dans le monde entier y compris la France ; elle y est distribuée par la société Carrere Group D.A.
En 2016, des cartes Amiibo en collaboration avec Nintendo et Sanrio pour le jeu Animal Crossing: New Leaf - Welcome amiibo sont commercialisées. Elles ont la particularité d'avoir un personnage d'Animal Crossing dans sa caravane avec des meubles Hello Kitty.
Début 2018, Puma et Hello Kitty ont fait une collaboration proposant plusieurs modèles vestimentaires.

## Histoire
Hello Kitty est créé par la styliste Yuko Shimizu en 1965. Shimizu quitte Sanrio environ un an plus tard. La seconde styliste, Mme Yokenubo, reste ensuite cinq ans jusqu'à 1980, pour ensuite passer la main à Yuko Yamaguchi. Hello Kitty se voit donner un pedigree britannique car cette culture était populaire auprès des jeunes filles japonaises au moment de sa création. Le nom « Kitty » provient d'un des chats gardés par Alice dans le roman De l'autre côté du miroir de Lewis Carroll. La devise de l'entreprise Sanrio étant « social communication », son fondateur Shintaro Tsuji (en) cherche à associer le nom Kitty avec un terme évoquant la sociabilité. Il envisage le nom Hi Kitty, avant d'opter pour Hello Kitty. Quand Dear Daniel, le compagnon d'Hello Kitty, a été créé en 1999, les stylistes se sont inspirés du film Mercredi après-midi (Melody) de Waris Hussein sorti en 1971 dans lequel Mark Lester jouait un personnage au nom de Daniel, et dont les musiques étaient écrites par les Bee Gees. Le monde fictif d'Hello Kitty comprend tout un panel d'amis et de membres de la famille. Depuis 2004, Kitty possède même des animaux domestiques, comme un petit chat appelé Charmmy Kitty ou Sugar, son hamster. Charmmy ressemble à Kitty mais possède plus de caractéristiques félines.
En août 2014, l'anthropologue Christine R. Yano, qui publie une étude autour de Hello Kitty, révèle que, selon Sanrio, Kitty n'est pas une chatte au sens strict du terme. Selon Yano, Sanrio lui a déclaré que Kitty est « un personnage cartoon », « une petite fille », « une amie » mais « elle n'est pas une chatte », rappelant qu'elle possède elle-même un chat, qu'elle ne s'est jamais tenue sur quatre pattes et qu'elle marche et s'assoit comme une créature bipède,. À la suite de ces déclarations, un porte-parole de Sanrio confirme à Kotaku que Kitty était bien la « personnification » d'un chat et déclare que c'est « aller trop loin » que de dire que Kitty n'est pas un chat,.

## Style et origines
Comme tous les personnages de Sanrio, Hello Kitty est dessinée selon un style mignon (on dit aussi « kawaii » qui est le mot japonais pour « mignon »). La réponse officielle de Sanrio à la question « pourquoi Hello Kitty n'a-t-elle pas de bouche ? » est qu'elle parle avec son cœur, sans utiliser de langage particulier. Hello Kitty porte souvent un ruban sous l'oreille droite, mais elle peut aussi le remplacer par une fleur à 5 pétales ou porter les deux ensemble. D'autres variantes plus rares utilisent des accessoires comme des chaînes fleuries.
Certains[Qui ?] émettent l'hypothèse que Hello Kitty retrouve ses origines dans le maneki-neko, et que le nom Hello Kitty lui-même est une traduction de « Maneki Neko », qui signifie « chat qui fait signe de venir avec la main » (au Japon, les maneki-neko sont des chats porte bonheur). Il a aussi été dit que le personnage de Hello Kitty ressemblait à Musti du belge Ray Goossens et à Miffy de Dick Bruna et donc que le design n'est pas original. Il est également avancé que le succès de Hello Kitty pouvait avoir pour origine cette absence de bouche : on peut ainsi lui attribuer facilement ses joies et ses peines du moment, ce qui en fait un personnage sympathique au sens étymologique : qui partage les mêmes émotions.

## Succès international

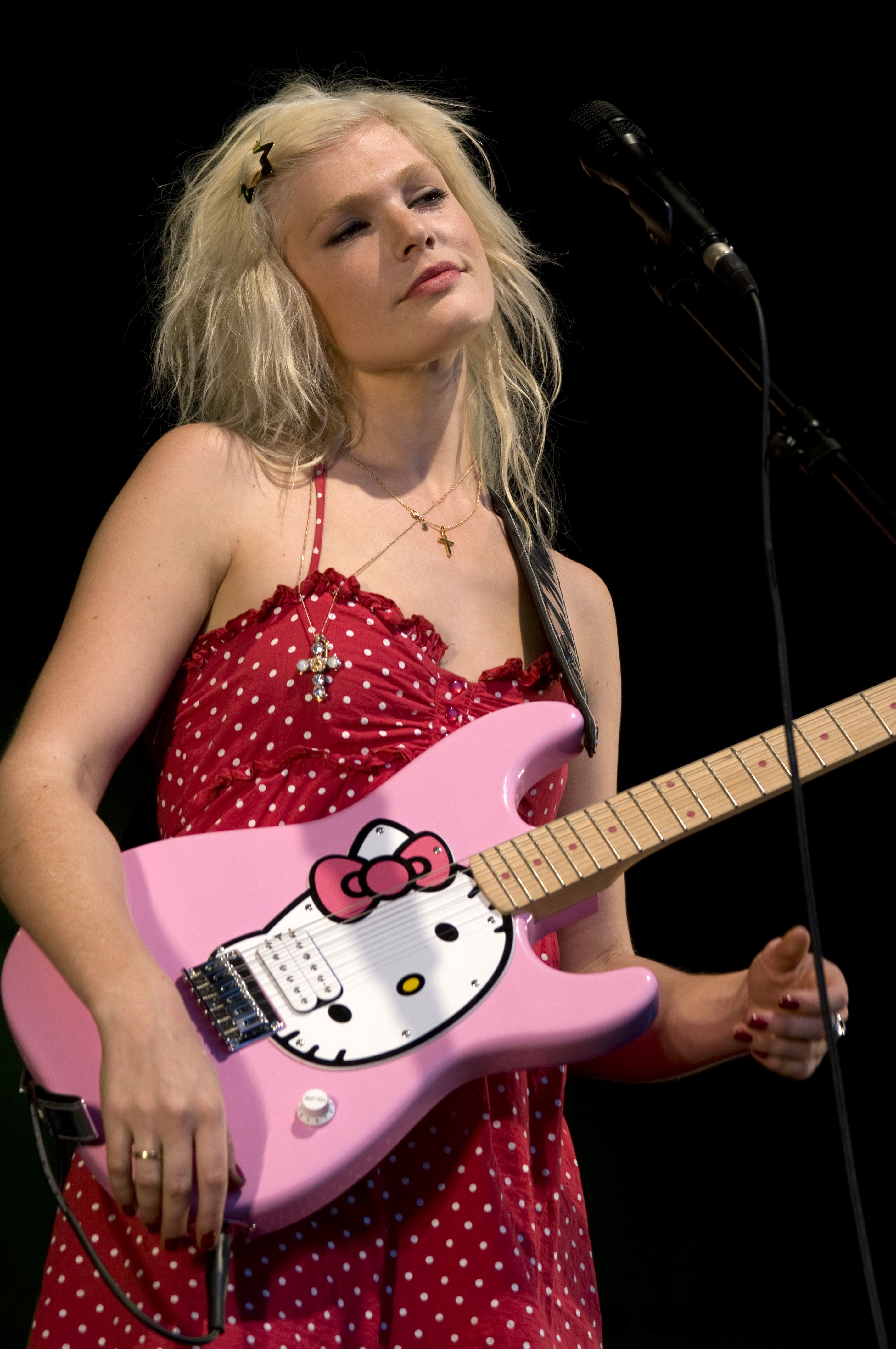
Micky Green, avec une guitare Hello Kitty.

Hello Kitty est vendu aux États-Unis depuis le début et tient la position d'ambassadeur pour l'UNICEF depuis 1983. Elle devint vraiment populaire à la fin des années 1990 quand plusieurs célébrités comme Mariah Carey l'ont adopté comme article de mode. Désormais, les produits Hello Kitty peuvent être achetés dans pratiquement tous les centres commerciaux américains et français. Une campagne de publicité sur la chaîne Target fait également la promotion de Hello Kitty. De nombreuses autres célébrités en ont fait la promotion et ont participé à la popularité de Kitty : Bruno Mars, Cameron Diaz, Heidi Klum, Liv Tyler, Carmen Electra, Jeffree Star, Katy Perry, Mandy Moore, et Nicky Hilton ont toutes été vues avec des produits Hello Kitty. La chanteuse Lisa Loeb a également annoncé être une fan, et a même dédicacé un album complet, Hello Lisa, à Hello Kitty,,.

## Médias

### Séries d'animation
Il existe plusieurs séries d'animation inspirées de Hello Kitty. La première série s'intitule Hello Kitty's Furry Tale Theater, composée de 13 épisodes et diffusée en 1987 au Japon. La suivante, une OVA intitulée Hello Kitty and Friends, également composée de 13 épisodes, est diffusée en 1993. Hello Kitty's Paradise est diffusée en 1999, en 16 épisodes. Hello Kitty's Stump Village est diffusée en 2005, et Les Aventures d'Hello Kitty et ses amis, en 2006 avec 52 épisodes. KISS Hello Kitty est une nouvelle série à paraître sur la chaîne Hub Network. Gene Simmons, bassiste du groupe KISS, en est le producteur exécutif.

### Musique
Hello Kitty possède sa propre compilation musicale, Hello World, présentant des artistes tels que Keke Palmer, Cori Yarckin, et Ainjel Emme. Hello Kitty est également sélectionné par AH-Software comme base de sa nouvelle Vocaloid Nekomura Iroha (猫村いろは, Nekomura iroha) pour célébrer le 50e anniversaire de Sanrio. La chanteuse-interprète Avril Lavigne enregistre une chanson intitulée Hello Kitty sur son cinquième album en 2013. La chanson est mal accueillie par la presse spécialisée.

### Jeux vidéo
De nombreux jeux vidéo Hello Kitty sont sortis depuis le début des années 1990 :
- 1992 : Hello Kitty World (Famicom)
- 1992 : Hello Kitty no Hanabatake (Famicom)
- 1994 : Hello Kitty Yume no Kuni no Daibouken (Playdia)
- 1995 : Hello Kitty Asobi no Mochabako (3DO)
- 1998 : Hello Kitty's Cube Frenzy (PlayStation, Game Boy Color)
- 1998 : Kitty the Kool (PlayStation)
- 1998 : Hello Kitty: White Present (PlayStation)
- 1999 : Hello Kitty no Magical Museum (Game Boy Color)
- 1999 : Hello Kitty no Beads Koubou (Game Boy Color)
- 1999 : Hello Kitty: Lovely Fruit Park (Dreamcast)
- 2000 : Hello Kitty no Magical Block (Dreamcast)
- 2000 : Hello Kitty no Onnaru Mail (Dreamcast)
- 2000 : Hello Kitty no Sweet Adventure: Daniel Kun ni Aitai (Game Boy Color)
- 2000 : Hello Kitty no Waku Waku Quiz (Dreamcast)
- 2000 : Hello Kitty no Oshaberi Town (PlayStation)
- 2001 : Hello Kitty to Dear Daniel no Dream Adventure (Game Boy Color)
- 2001 : Hello Kitty Illust Puzzle (PlayStation)
- 2001 : Hello Kitty Bowling (PlayStation)
- 2001 : Hello Kitty no Oshaberi ABC (PlayStation)
- 2001 : Hello Kitty Collection: Miracle Fashion Maker (Game Boy Advance)
- 2001 : Hello Kitty Block Kuzushi (PlayStation)
- 2001 : Hello Kitty Trump (PlayStation)
- 2002 : Hello Kitty no Happy House (Game Boy Color)
- 2002 : Hello Kitty no Uchi Nioi Deyo (PlayStation)
- 2002 : Hello Kitty: Starlight Puzzle (PlayStation 2)
- 2002 : Hello Kitty: Minna de Sugoroku (PlayStation 2)
- 2003 : Hello Kitty: Cutie World (Windows)
- 2003 : Hello Kitty to Album Nikki o Tsukuri Masho! (PlayStation)
- 2003 : Gotōchi Hello Kitty Sugoroku Monogatari (PlayStation)
- 2003 : Hello Kitty Jum-pa Jum-pa (téléphone mobile)
- 2003 : Hello Kitty: Dream Carnival (Windows)
- 2003 : Hello Kitty Boogie Woogie! (téléphone mobile)
- 2005 : Hello Kitty: Bubblegum Girlfriends (Windows)
- 2005 : Hello Kitty: Roller Rescue (PlayStation 2, GameCube, Xbox, Windows)
- 2005 : Hello Kitty Park Adventure (téléphone mobile)
- 2005 : Hello Kitty: Happy Party Pals (Game Boy Advance)
- 2007 : Hello Kitty no Gotōchi Collection: Koi no DokiDoki Trouble (Nintendo DS)
- 2007 : Hello Kitty Party (Nintendo DS)
- 2007 : Mainichi Suteki! Hello Kitty no Life Kit (Nintendo DS)
- 2008 : Hello Kitty no Panda Sport Stadium (Nintendo DS)
- 2008 : Hello Kitty Daily (Nintendo DS)
- 2008 : Hello Kitty: Big City Dreams (Nintendo DS)
- 2009 : Hello Kitty no Happy Accessory (PlayStation Portable)
- 2009 : Hello Kitty no PacPac & Logic (Nintendo DS)
- 2009 : Hello Kitty Online (Windows)
- 2010 : BITS PUZZLE Kitty IQ (iOS)
- 2010 : Hello Kitty: Puzzle Party (PlayStation Portable)
- 2010 : Hello Kitty: Birthday Adventures (Nintendo DS)
- 2010 : Hello Kitty to Issho! Block Crash 123!! (PlayStation Portable)
- 2010 : Hello Kitty Puzzle Jigsaw (Android)
- 2010 : Hello Kitty Memory Game (Android)
- 2010 : Hello Kitty Seasons (Wii)
- 2010 : Chara Pasha! Hello Kitty (DSiWare)
- 2011 : Hello Kitty no Hataage Game (iOS)
- 2011 : Hello Kitty Touch Number (iOS)
- 2011 : Loving Life with Hello Kitty & Friends (Nintendo DS)
- 2011 : Hello Kitty no Minna no Nurie (DSiWare)
- 2011 : Hello Kitty Klondike (iOS)
- 2012 : Hello Kitty to Issho: Block Crash V (PlayStation Vita)
- 2012 : Travel Adventures with Hello Kitty (Nintendo 3DS)
- 2012 : Hello Kitty Cafe! (iOS)
- 2012 : Hello Kitty to Issho! Block Crash Z (Nintendo 3DS)
- 2012 : Hello Kitty Picnic with Sanrio Friends (Nintendo 3DS)
- 2012 : Hello Kitty World (iOS)
- 2013 : Hello Kitty Coin (iOS)
- 2013 : Hello Kitty Carnival (iOS)
- 2013 : Hello Kitty's Magic Apron (Nintendo 3DS)
- 2013 : Hello Kitty no Apple Pie o Tsukurou! (iOS)
- 2014 : Hello Kitty Tap and Run (iOS)
- 2014 : Hello Kitty Kruisers (iOS)
- 2014 : Hello Kitty Toys (iOS)
- 2014 : Hello Kitty Flower Bounce (iOS)
- 2014 : Hello Kitty Happy Happy Family (Nintendo 3DS)
- 2014 : Hello Kitty and Sanrio Friends Racing (Nintendo 3DS, Windows)
- 2014 : Hello Kitty Jewel Town! (iOS, Android)
- 2015 : Hello Kitty & Friends: Rock n' World Tour (Nintendo 3DS)
- 2016 : Shin Minna no Nurie Hello Kitty (Nintendo 3DS)
- 2017 : Hello Kitty: Music Party - Kawaii and Cute! (iOS)
- 2023 : Hello Kitty Island Adventure (iOS, macOS, Apple TV)
- 2025 : Hello Kitty Island Adventure (Windows, Nintendo Switch, PS4, PS5)

Hello Kitty apparaît également en tant que costume dans Fall Guys, disponible via le Pass VIP 1 de la Saison 4: Chantier Créatif.